# マイク・ヘスマン
マイケル・スティーブン・ヘスマン（Michael Steven "Mike" Hessman , 1978年3月5日 - ）は、アメリカ合衆国カリフォルニア州ファウンテンバレー出身の元プロ野球選手（内野手）。右投右打。

## 経歴

### プロ入りとブレーブス時代
1996年のMLBドラフト15巡目（全体452位）でアトランタ・ブレーブスから指名され、プロ入り。
ブレーブスでは8シーズンに渡りマイナーリーグ生活を続けていたが、2003年8月22日にメジャーで初出場、8月26日にはニューヨーク・メッツのマイク・スタントンから代打本塁打を放った。

### タイガース時代
2005年1月7日にデトロイト・タイガースとマイナー契約を結んだ。シーズンでは傘下のAAA級トレド・マッドヘンズで過ごし、28本塁打を放った。
2006年もAAA級トレドで24本塁打を放ったが、打率は.165にとどまった。
2007年7月23日、3年ぶりにメジャーに昇格した。この年AAA級トレドでは31本塁打、101打点を挙げてインターナショナルリーグMVPに選ばれた。
2008年は開幕をAAA級トレドで迎えたが、7月16日に北京オリンピックの野球アメリカ合衆国代表に選出。オリンピックに出場したため1ヶ月欠場したものの、AAA級トレドで34本塁打を放ち、9月2日にはメジャーへ昇格した。12試合に出場して打率.296、5本塁打を記録した。
2009年は年間通してAAA級トレドでプレーした。9月4日のコロンバス・クリッパーズ戦では捕手から投手まで9つの全てのポジションを守った。レギュラーシーズン終了後の10月にFAとなった。

### メッツ時代

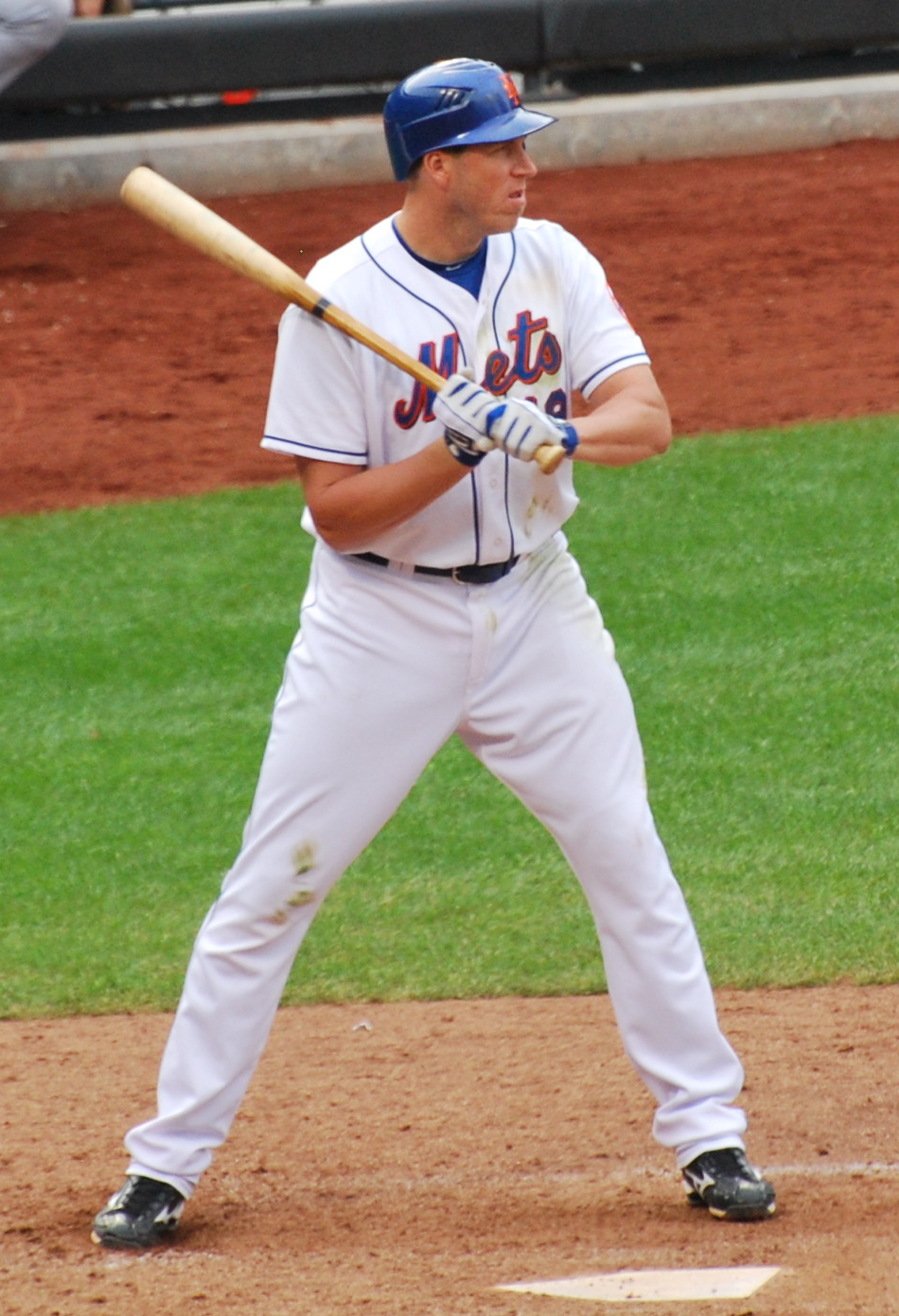
ニューヨーク・メッツでの現役時代
(2010年)

2009年12月8日にメッツとマイナー契約を結んだ。
2010年11月10日にFAとなった。

### オリックス時代
2010年12月17日にNPBのオリックス・バファローズが獲得を発表した。
2011年は開幕こそ一軍スタートとなったが、外国人枠の関係でアルフレッド・フィガロを登録するために4月14日に登録抹消された。その後は二軍での調整期間を経て4月29日に再登録。5月11日の福岡ソフトバンクホークス戦で来日初本塁打を放つと、そこから3試合連続本塁打をマークした。7月1日から3日のソフトバンク戦では、球団が2009年から企画している「大坂夏の陣」が催され、「兵州男」という登録名で出場。1日の試合では、山田大樹から2打席連続3ランを放ち、3日の試合では9回裏1死の場面で、完封勝利目前の攝津正から同点適時打を放って逆転サヨナラ勝利を呼び込み、この同一カード3連戦3連勝に大きく貢献した。しかし、シーズンを通じてはなかなか調子が上がらず一･二軍を往復し、右肘違和感のため9月24日に帰国した。結局は48試合の出場で打率.192、6本塁打、14打点と成績が伸びず、10月24日に球団から戦力外通告を受けた。

### アストロズ傘下時代
2012年2月2日にヒューストン・アストロズとマイナー契約を結んだ。この年は傘下のAAA級オクラホマシティ・レッドホークスでプレーした。

### レッズ傘下時代
2012年11月にシンシナティ・レッズとマイナー契約を結んだ。
2013年は傘下のAAA級ルイビル・バッツでプレーした。

### タイガース復帰
2013年12月3日に古巣のタイガースとマイナー契約を結んだ。
2014年5月21日に史上6人目となるマイナーリーグ通算400本塁打を達成し、6月30日にはインターナショナルリーグ史上最多となる通算259本塁打に到達した。
2015年7月22日にはマイナー記録を抜く通算431本塁打を記録した。しかし、多くのメディアが431本塁打をマイナー新記録と報じているが、これらは誤報であり、1936年にクリーブランド・インディアンス傘下のAA級ミネアポリス・ミラーズに所属していたバズ・アーレットが記録した432本塁打がマイナーリーグの通算本塁打最多記録である。ヘスマンがアーレットの記録を更新する433本塁打目（シーズン16号）を打ったのは8月3日のルイビル戦で（結果的にこれが現役最後の本塁打となる）、実に79年ぶりの快挙となった。
オフの11月28日に現役引退を表明した。

### 引退後
引退後はタイガース傘下のマイナー球団の打撃コーチを歴任しており、2019年からはAAA級トレドの打撃コーチとなった。2021年シーズン中の6月9日にタイガースを退団したホセ・クルーズ・ジュニアの後任として打撃コーチ補佐に就任し､2022年まで務めた。。

## プレースタイル
マイナーリーグで通算433本塁打を放っており、マイナー通算本塁打記録を持っている。長打力を備えているが、一方で三振も多く当時のオリックスの村山良雄球団本部長は不安も口にした。

## 詳細情報

### 年度別打撃成績
| 年 度    | 球 団      | 試 合 | 打 席 | 打 数 | 得 点 | 安 打 | 二 塁 打 | 三 塁 打 | 本 塁 打 | 塁 打 | 打 点 | 盗 塁 | 盗 塁 死 | 犠 打 | 犠 飛 | 四 球 | 敬 遠 | 死 球 | 三 振 | 併 殺 打 | 打 率 | 出 塁 率 | 長 打 率 | O P S |
| -------- | ---------- | ----- | ----- | ----- | ----- | ----- | -------- | -------- | -------- | ----- | ----- | ----- | -------- | ----- | ----- | ----- | ----- | ----- | ----- | -------- | ----- | -------- | -------- | ----- |
| 2003     | ATL        | 19    | 26    | 21    | 2     | 6     | 2        | 0        | 2        | 14    | 3     | 0     | 0        | 0     | 0     | 5     | 1     | 0     | 6     | 2        | .286  | .423     | .667     | 1.090 |
| 2004     | ATL        | 29    | 71    | 69    | 8     | 9     | 3        | 0        | 2        | 18    | 5     | 0     | 0        | 0     | 0     | 1     | 0     | 1     | 24    | 0        | .130  | .155     | .261     | .416  |
| 2007     | DET        | 17    | 57    | 51    | 7     | 12    | 0        | 0        | 4        | 24    | 12    | 0     | 0        | 0     | 1     | 5     | 0     | 0     | 17    | 0        | .235  | .298     | .471     | .769  |
| 2008     | DET        | 12    | 31    | 27    | 6     | 8     | 1        | 0        | 5        | 24    | 7     | 0     | 0        | 0     | 0     | 2     | 0     | 2     | 9     | 0        | .296  | .387     | .889     | 1.276 |
| 2010     | NYM        | 32    | 65    | 55    | 6     | 7     | 2        | 1        | 1        | 14    | 6     | 0     | 0        | 0     | 0     | 8     | 1     | 2     | 23    | 2        | .127  | .262     | .255     | .516  |
| 2011     | オリックス | 48    | 142   | 130   | 9     | 25    | 6        | 0        | 6        | 49    | 14    | 0     | 0        | 0     | 0     | 11    | 0     | 1     | 46    | 2        | .192  | .261     | .377     | .638  |
| MLB：5年 | MLB：5年   | 109   | 250   | 223   | 29    | 42    | 8        | 1        | 14       | 94    | 33    | 0     | 0        | 0     | 1     | 21    | 2     | 5     | 79    | 4        | .188  | .272     | .422     | .694  |
| NPB：1年 | NPB：1年   | 48    | 142   | 130   | 9     | 25    | 6        | 0        | 6        | 49    | 14    | 0     | 0        | 0     | 0     | 11    | 0     | 1     | 46    | 2        | .192  | .261     | .377     | .638  |

### 表彰
MiLB
- インターナショナルリーグ最優秀選手賞（英語版）：1回（2007年）

### 記録
NPB
- 初出場：2011年4月12日、対福岡ソフトバンクホークス1回戦（京セラドーム大阪）、8回裏に駿太の代打で出場
- 初打席：同上、8回裏に和田毅から捕飛
- 初安打・初打点：2011年5月3日、対北海道日本ハムファイターズ4回戦（京セラドーム大阪）、9回裏2死に駿太の代打で出場、ダルビッシュ有から左前適時打
- 初先発出場：2011年5月7日、対千葉ロッテマリーンズ4回戦（ほっともっとフィールド神戸）、6番・一塁手で先発出場
- 初本塁打：2011年5月11日、対福岡ソフトバンクホークス5回戦（福岡Yahoo! JAPANドーム）、6回表にD.J.ホールトンから左越ソロ

### 背番号
- 12（2003年）
- 15（2004年）
- 24（2007年）
- 26（2008年）
- 19（2010年）
- 5（2011年）
- 27（2021年 - ）

### 代表歴
- 2008年北京オリンピックの野球競技・アメリカ合衆国代表